# Атомовоз
Атомовоз, атомний локомотив, або локомотив з ядерною енергетичною установкою — автономний локомотив, що приводиться в рух ядерною енергією.
Атомовози доцільно використовувати на магістралях з довгими тяговими плечима. Є низка технічних труднощів, що потребують вирішення, а також небезпека терактів.

## Історія
Атомовоз проектувався як тягова одиниця для бойових залізничних ракетних комплексів. Застосування таких локомотивів замість звичайних тепловозів давало б комплексу практично необмежену автономність. Недоліком проекту була висока екологічна небезпека транспортного засобу з ядерною силовою установкою, і можливі тяжкі наслідки у разі катастрофи або аварії поїзда.
У 1983 почалися розробки подібного локомотива силами кількох підприємств (Всеросійський науково-дослідний тепловозний інститут, Коломенський тепловозобудівний завод та ін.).
До 1985 розроблений конструктивний варіант атомовоза з реактором на швидких нейтронах БОР-60 (теплова потужність 60 МВт), електрична потужність 10 МВт). Локомотив складався з трьох секцій: середня — з чотиривісними візками, несла ядерний реактор, крайні були модернізованими екіпажними частинами тепловоза 2ТЕ116, в них розміщувалися допоміжні двигуни і турбогенератори. Маса реактора з біологічним захистом становила 140 т. Для середньої секції могли б застосовуватися візки тепловоза ТЕМ7, навантаження на вісь у такому випадку становило 225 кН. Каркас кузова складається з 2 поздовжніх балок коробчатого перерізу, з'єднаних шкворневими балками і міжрамними кріпленнями.
Жоден атомовоз не був побудований, розробки припинилися в 1985.

## Сучасні проекти
У лютому 2011 було оголошено, що корпорація «Росатом» і ВАТ «Російські залізниці» наприкінці липня 2011 збираються провести презентацію науково-виставкового комплексу з 11 вагонів з локомотивом, який використовуює атомну силову установку.